# Fonds-de-Forêt
Fonds-de-Forêt  est un hameau de la province de Liège, en Belgique. Il fait administrativement partie de la commune de Trooz située en Région wallonne. Avant la fusion des communes de 1977, il faisait partie de la commune de Forêt.

## Situation
Fonds-de-Forêt se situe le long de la route nationale 673 reliant Trooz à Fléron suivant la vallée de la Magne, un affluent de la Vesdre.

## Description
Les habitations de Fonds-de-Forêt sont principalement construites le long de la route nationale 673 sous les noms de rue Fonds-de-Forêt et rue Bay Bonnet.
Les rues Vieille-Voie, de la Pompe, Wiesheid, des Potiers et de Magnée ainsi que la ruelle des Sortais font aussi partie du hameau.

## Patrimoine
Au nord du hameau, les grottes des Fonds de Forêt sont reprises au Patrimoine immobilier exceptionnel de la Wallonie et ne se visitent pas.
En contrebas de ces grottes, la maison Blendeff est construite en 1749 en moellons de calcaire et est percée de baies vitrées à linteaux bombés. Les façades, toitures et charpentes du corps de logis ainsi que de l'annexe mitoyenne plus ancienne sont reprises sur la liste du patrimoine immobilier classé de Trooz depuis 1996.
La chapelle Saint-Léonard a été érigée en 1886-1887 en moellons de grès et calcaire sur un soubassement en moellons de calcaire. Elle se situe au carrefour des rues Fonds-de-Forêt, Bay Bonnet et de la Pompe.
Au no 26 de la rue Fonds-de-Forêt, sur la rive gauche de la Magne, se trouve une imposante demeure de style néo-classique bâtie au début du XIXe siècle sur trois niveaux (deux étages) de six travées + une annexe avec une façade en briques peintes et calcaire sur un bas soubassement et aux encadrements des baies en pierre calcaire.
La rue Vieille Voie et la ruelle des Sortais possèdent plusieurs habitations anciennes.